# Delta Debugging
Delta Debugging (kurz DD) ist ein Ansatz für eine automatisierte Methode zur Suche nach Fehlerursachen in Programmiersprachen nach dem Versuch-und-Irrtum-Prinzip. Ein DD-Algorithmus versucht durch schrittweise Isolierung des Codes die fehlerhaften Teile zu finden.
Entwickelt wurde diese Methode von Andreas Zeller am Lehrstuhl für Softwaretechnik der Universität des Saarlandes.

## Vorgehensweise
Durch die Teilung des Codes wird festgestellt, ob der Fehler in Teil A oder Teil B liegt. Durch wiederholte Teilung des fehlerhaften Teils wird der Fehler „eingekreist“, bis die kleinstmögliche Angabe zum Fehlerort gemacht werden kann. Dabei kann man Fehler finden, die durch Eingaben, Änderungen oder den Status von Variablen verursacht wurden.

## Software
- Igor - Kommandozeilen Tool
- Integration in Eclipse (Plug-Ins)
  - DDinput – für fehlererzeugende Eingaben
  - DDchange – für fehlererzeugende Änderungen
  - DDstate – für fehlererzeugende Variableninhalte